# Savnæbskolibri
Savnæbskolibri (Ramphodon naevius) er en af de cirka 335 forskellige arter af kolibrier. Den er 14-16 cm lang. Savnæbskolibrien er ikke særlig farverig.